# Balduin (Sankt Emmeram)

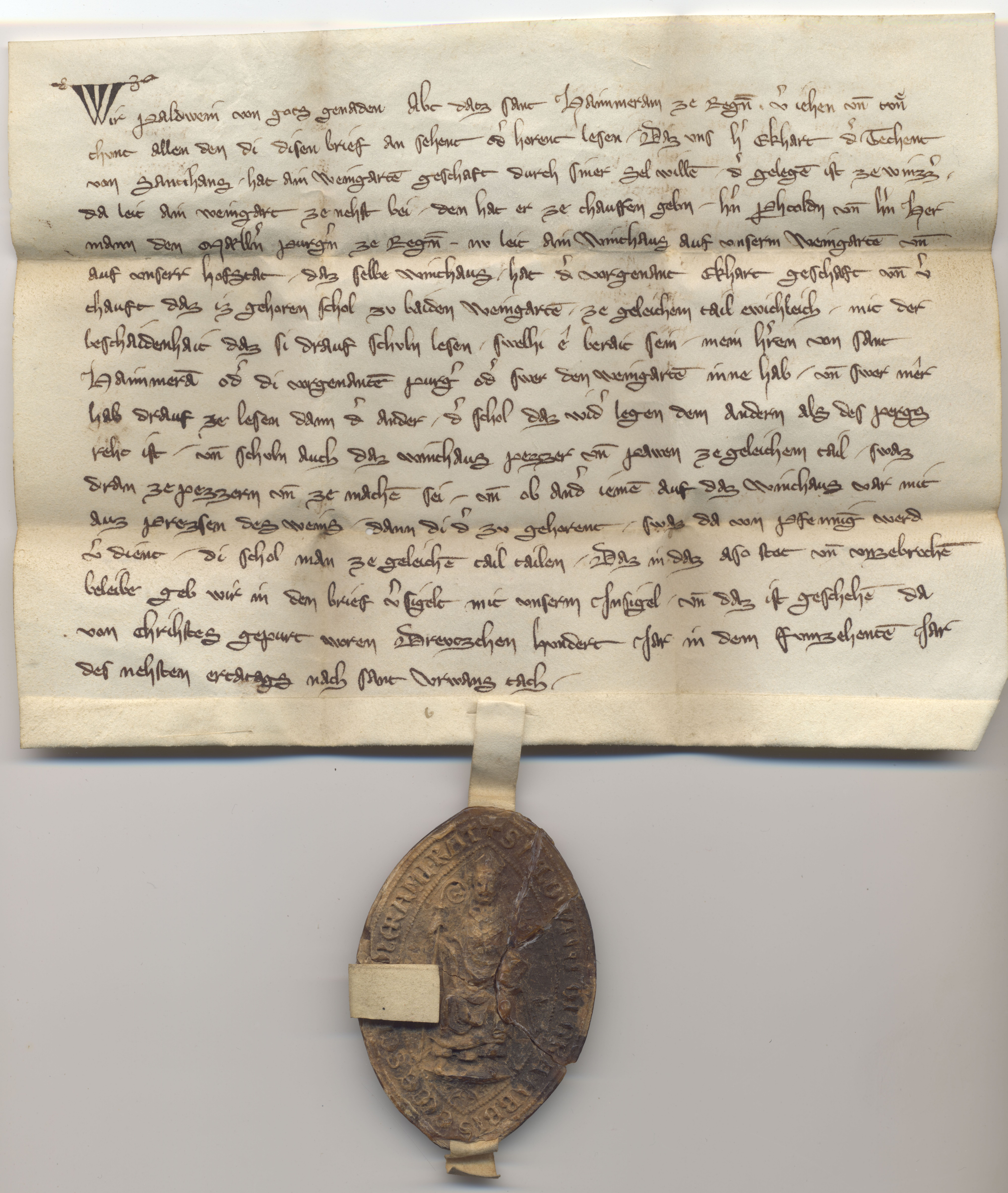
Urkunde des Abtes Balduin (hier: Paldwein), der einen Weingarten verpachtet. (27. Mai 1315)

Balduin, auch Baldwin Kötzl († 1324 in Avignon) war Abt im Kloster Sankt Emmeram von 1312 bis 1324.
Das Kloster Sankt Emmeram hatte sich der Ansprüche der Regensburger Bischöfe zu erwehren, die durch Mitspracherechte bei der Abtwahl, durch umfangreiche Bewirtungskosten und Einfluss in die Verwaltung von Gütern, ihre Position zu stärken suchten und das Kloster enger an das Hochstift binden wollten. 
Das Kloster hingegen bemühte sich um die Dokumentation seiner Stellung als selbständiges Kloster und suchte Unterstützung beim Papst. Balduin hatte in Bischof Nikolaus von Ybbs seinen Kontrahenten. Um über strittige Punkte Gewissheit zu erlangen, reiste Balduin 1319 zum Papst nach Avignon. Die Verhandlungen zogen sich allerdings so lange hin, dass er 1324 dort auch starb. Er wurde im Dom von Avignon bestattet. In einer Bulle von 1326 wurde von Papst Johannes XXII. die Exemtion (die Selbstständigkeit) des Klosters bestätigt.